# Исирава (народ)
Исира́ва — папуасская народность, проживающая на северном побережье индонезийской провинции Папуа, расположенной в западной части острова Новая Гвинея. По состоянию на середину 2000-х годов численность составляет около 2000 человек.
Имеют несколько самоназваний, в частности, сабе́ри и окваса́р. Используют одноимённый язык, вопрос о классификации которого в рамках лингвистического деления папуасских языков является спорным. По вероисповеданию в основном христиане, главным образом протестанты.

## Расселение

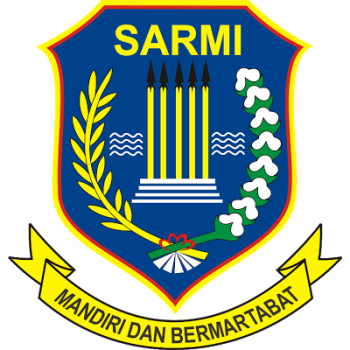
Герб округа Сарми — места проживания исирава. Исирава «отвечают» за последнюю букву в акрониме «САРМИ»

Общая численность исирава, по разным оценкам, колеблется от 1800 до 2200 человек. Народность достаточно компактно проживает в округе Сарми индонезийской провинции Папуа на прибрежной территории в несколько десятков квадратных километров между устьем реки Апавар (к западу) и административным центром округа, населённым пунктом Сарми (к востоку). Примечательно, что название округа Сарми, образованного ещё в период нидерландской колонизации Индонезии, представляет собой акроним из первых букв названий проживающих здесь папуасских народностей: собей, армати, румбуаи, манирем и исирава.
По состоянию на середину 2000-х годов насчитывается до 18 поселений исирава, по крайней мере 10 из которых находятся непосредственно на берегу Тихого океана. Население наиболее крупных из них — Амсира, Сабери, Марарена, Каменавари, Мартевар, Арбаис, Нитонтори — составляет порядка 150—200 человек. В последние десятилетия наблюдается тенденция миграции исирава из внутренних районов к побережью, в результате чего происходит некоторое укрупнение приморских поселений и, наоборот, обезлюдивание деревень в южной части ареала расселения народности.

## Язык
Используют одноимённый язык, вопрос о классификации которого в рамках лингвистического деления папуасских языков является спорным. Часть исследователей относит его к числу изолированных, в то время, как другие прослеживают определённое родство исирава с языками кверба и включают его либо в трансновогвинейскую филу, либо в кверба-исиравскую группировку, которая, в свою очередь вместе с орья-торскими языками иногда рассматривается как часть более крупной тор-квербской семьи.
В рамках языка исирава выделяются два диалекта — западный и восточный, весьма близкие между собой в лингвистическом плане.
Возрастающую роль в контактах с соседними народностями и представителями местных властей играет индонезийский язык, которым овладевает растущее количество исирава. В то же время, родной язык остаётся в активном использовании, тенденции к его вымиранию не отмечается. Более того, в отличие от некоторых других языков коренных народностей этой части Новой Гвинеи язык исирава имеет письменность — латиницу, которая реально употребляется некоторой частью народности (грамотными является не более 15 % исирава). Ликвидацией безграмотности среди исирава занимаются как местные власти, так и профильные структуры ЮНЕСКО. Так, представители Институт непрерывного образования ЮНЕСКО ведут обучение как детей, так и взрослого населения по крайней мере шести деревень исирава на родном и индонезийском языке.

## Религия
Большинство исирава — около 70 % народности — исповедует христианство, остальные придерживаются традиционных местных верований. При этом более 80 % христиан является протестантами, около 10 % — католиками, остальные принадлежат к другим направлениям. Характерно, что пережитки традиционных местных верований в той или иной степени сохраняются и среди части исирава, считающих себя христианами.
Местные христиане пользуются при богослужениях переводами частей Библии на родном языке: первые фрагменты были переведены на исирава в 1977 году, в 2005 году завершён полный перевод Нового Завета.

## Образ жизни
Социально-экономический уклад исирава вполне типичен для папуасских народностей северного побережья Новой Гвинеи. Основные занятия — земледелие, собирательство, рыбалка — как морская, так и речная, охота. Основные сельскохозяйственные культуры — саговая пальма, водный шпинат, маниок, таро, банан, манго. Объекты охоты — дикие свиньи, реже — крокодилы.
Активно вовлечены в торговые обмены и, в целом, в контакты с населением сопредельных территорий — опережают в этом плане большинство других народностей, проживающих в регионе. Отдельные представители исирава зачислены на работу в различные административные службы округа Сарми.
При том, что активные контакты с внешним миром способствуют повышению уровня жизни исирава, они, по мнению Института непрерывного образования ЮНЕСКО, влекут за собой некоторые негативные эксцессы, в частности, довольно быструю утрату народностью её этнокультурных традиций, а в перспективе и родного языка. Представители института совместно с работниками профильных индонезийских служб и местными добровольцами реализуют программу, направленную на сохранение языка и культурного наследия исирава при одновременном обучении туземцев современным профессиональным навыкам, правилам гигиены, развитии в их поселениях социальной и санитарной инфраструктуры.